# Piet Verhaert

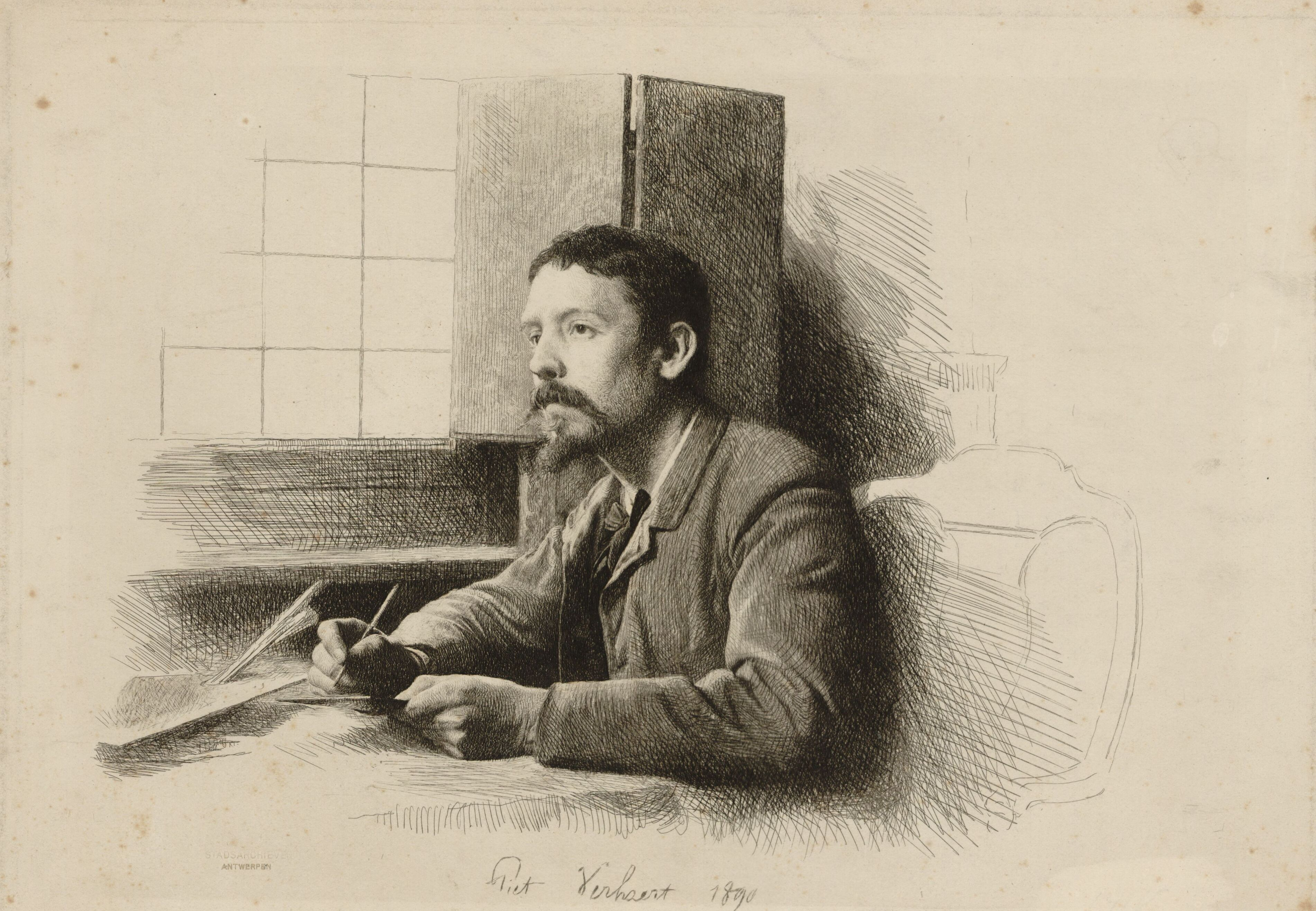
Zelfportret van Piet Verhaert (1890), collectie Felixarchief

Piet Verhaert (Antwerpen, 26 februari 1852 – Oostduinkerke, 4 augustus 1908) was een Belgische schilder en etser van genretaferelen, stadsgezichten, interieurs, figuren en portretten. Ook schilderde hij decoratieve panelen. Hij was lid van verschillende avant-garde kunstenaarsverenigingen zoals Les XX en De XIII (Cercle des XIII) die ontevreden waren met het conservatieve selectiebeleid van de officiële academische Salons.  Hij was leraar aan de Academie van Antwerpen.

## Levensloop
Verhaert studeerde aan de Academie van Antwerpen aanvankelijk beeldhouwkunst maar schakelde later over op de schilderkunst. Hij was een leerling van Jozef Van Lerius. Hij maakte deel uit van een groep jonge kunstenaars die bekend stond als de "Van Beers Clique", geleid door Jan van Beers. Tot deze groep behoorden ook de kunstenaars Alexander Struys en Jef Lambeaux. Ze stonden bekend om hun ondeugende en excentrieke gedrag, waaronder het rondlopen in Antwerpen gekleed in historische kostuums.

The Palingbrugstraat in Antwerp

In 1873 debuteerde hij op het Driejaarlijks Salon van Antwerpen. Hij was werkzaam in België en reisde Nederland. Hij verbleef een jaar in Parijs in 1876. Hij reisde verder naar Spanje (1882-1883) waar hij kopieën maakte naar werken van Velázquez. Verhaert was lid van de kunstenaarsgroep les XX (1883-84) gesticht in Brussel en medestichter van De XIII opgericht in Antwerpen in 1891. 
Hij sloot zich in 1883 ook aan bij de Antwerpse kunstkring Wees U zelf, net als Les XX een reactie tegen de traditionele kunstinstituten. In Wees U Zelf waren ook Pol de Mont, Emile Claus, Theodoor Verstraete, Edgar Farasyn, Frans Simons, Eugène Joors en Frans Van Cuyck actief. Wees U zelf bestond slechts tot in 1887.
Ook was hij medeoprichter van de Société des Aquafortistes Belges. 
Vanaf 1886 was hij leraar aan de Koninklijke Academie voor Schone Kunsten van Antwerpen. Toen Pieter Van Havermaet op 8 mei 1897 overleed, volgde Verhaert hem op als docent aan de Academie van Antwerpen in de vakken 'Tekenen van de figuur naar het leven en naar antiquiteiten' en 'Schaduwtekenen naar gips, buste, etc'. Van 1892 tot 1908 was hij lid van de provincieraad van Antwerpen als vertegenwoordiger van de Liberale Partij.

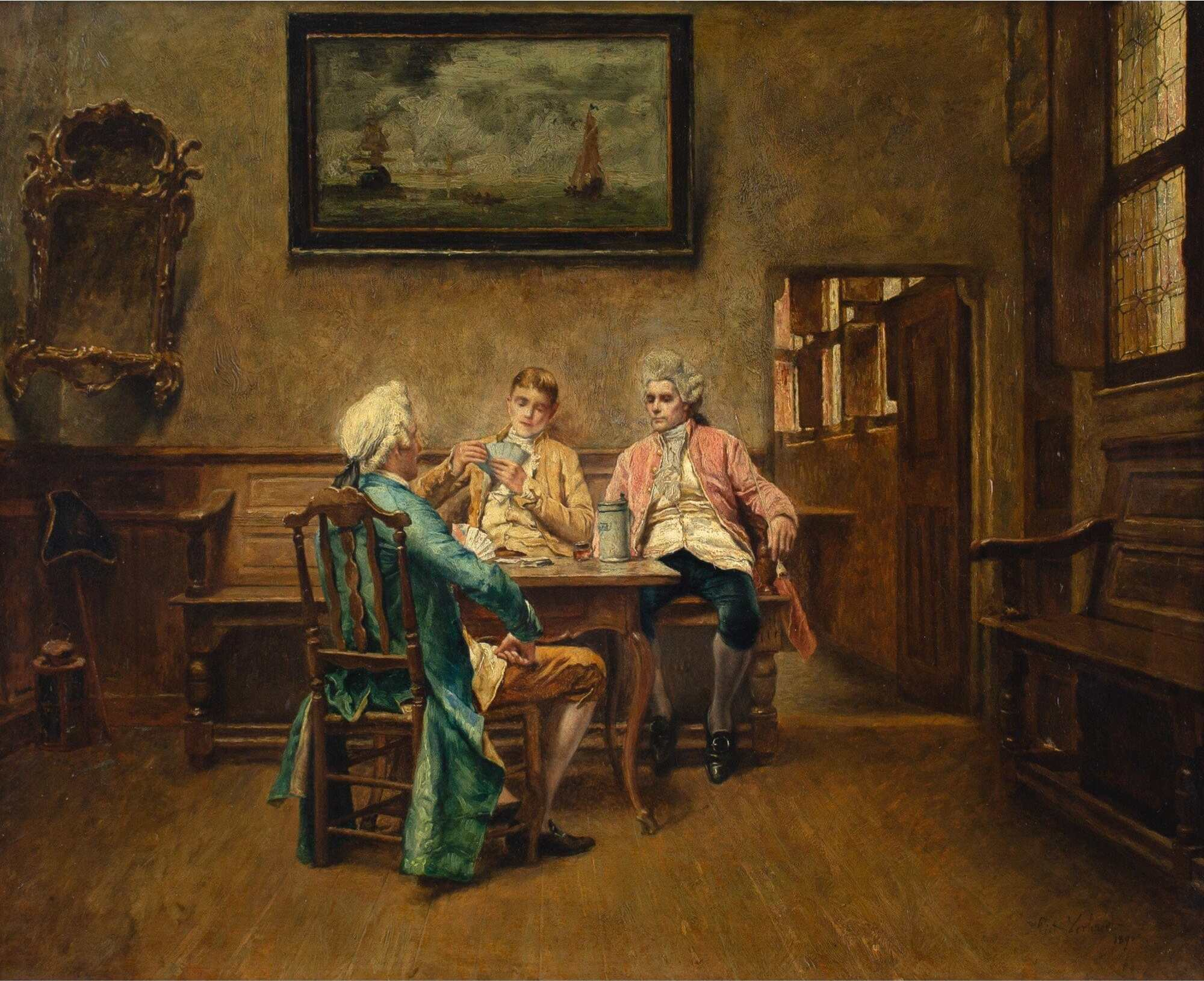
De kaartspelers

Verhaert overleed op 4 augustus 1908 in Oostduinkerke in tragische omstandigheden na een verhitte ruzie met een buurman over een grenspaal. Hij kreeg een beroerte die tot zijn dood leidde.

## Werk
Verhaert werd beïnvloed door Henri De Braekeleer. Aanvankelijk schilderde hij genrescènes uit de zeventiende en achttiende eeuw. Zijn hele carrière door schilderde hij ook portretten in opdracht. Vanaf het begin van de jaren tachtig schilderde hij eigentijdse onderwerpen, werkte hij in openlucht en liet hij de bruine dominante kleuren uit zijn werk verdwijnen. Hij verwierf vooral bekendheid als schilder van de oude stadsbuurten van Antwerpen en van kusttaferelen. De wijde omgeving van zijn kustvilla in de duinen van de Westhoek bood hem daartoe inspiratie. In 1899 schildert hij een fresco in de traphal van het stadhuis van Antwerpen.

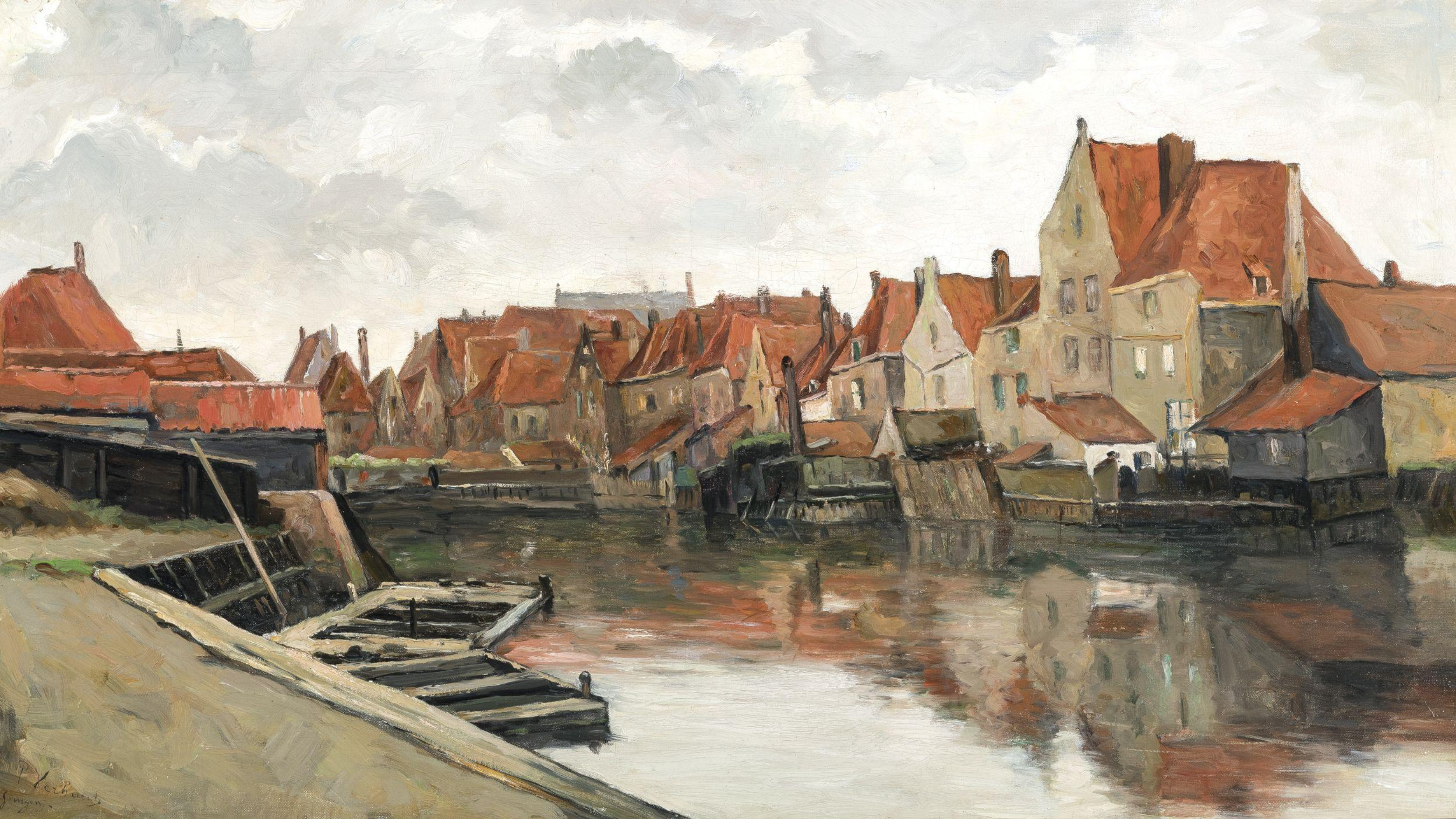
Vlissingen

Als etser maakt hij een album van oude wijken in Antwerpen. Meer bepaald, etste hij series van etsen onder de titels Croquis et Impressions de la vieille Ville d'Anvers (Schetsen en Impressies van de Oude Stad Antwerpen) en Le Centenaire de la Réouverture de l'Escaut (De honderdste verjaardag van de heropening van de Schelde). Deze twee albums bevatten reproducties van tekeningen in sepia, krijt of steenkool en meestal naar de natuur.  Als etser werkte Verhaert rechtstreeks met de naald op de gevoelige plaat.

## Musea
- Antwerpen, Kon. Museum voor Schone Kunsten en Stedelijk Prentenkabinet
- Brussel, Kon. Musea voor Schone Kunsten van België
- Chicago
- Doornik
- Gent

## Naslagwerken
- Bénézit 1966 (Bénézit geeft een afwijkende geboortedatum: 26 februari 1852)
- Berko 1981 (Belgian painters)
- Eemans 1975
- Flippo 1981
- Piron 1999
- Witt Checklist 1978